# 伊方原発訴訟
伊方原発訴訟（いかたげんぱつそしょう）とは、1973年から2000年にかけて、四国電力伊方発電所（伊方原子力発電所。以下「伊方原発」と表記）の安全性をめぐって争われ、建設に反対する住民側の敗訴に終わった行政訴訟である。東日本大震災後の2011年末から再び複数の訴訟が起こされたが運転を認める判決が確定している。

## 1973年から2000年までの訴訟
愛媛県西宇和郡伊方町では、半農半漁で過疎に悩んでおり、積極的な原発誘致運動を展開した。地元の漁業協同組合も漁業権を放棄し、漁業補償を得た。こうして、伊方原発の1号機は1972年（昭和47年）11月に原子炉設置許可を受けて、1977年（昭和52年）9月に運転を開始し、2号機は1977年3月に許可、1982年3月に運転を開始した。

### 1号機訴訟
一方で、1973年（昭和48年）8月、伊方原発1号機の周辺住民35人が、設置許可処分の取り消しを求めて松山地方裁判所に訴えを提起（1号機訴訟）し、設置許可の際、原子炉等規制法に基づいて行われた国の安全審査が不十分だと訴えた。日本初の原発訴訟で、行政処分の取消しの訴えにおける原告適格や原告の住所地での土地管轄（裁判の開催）が認められ、以後各地で同様の原発訴訟が提起されることとなった。町は賛成派と反対派に二分された。なおこの訴訟では、提訴以来、現地踏査や証人尋問に携わってきた判事が中途で異動している。
1号機訴訟について、1978年（昭和53年）4月、請求棄却判決、また、原発建設の決定権は国に属するとの判断が下された。原告は高松高等裁判所に控訴。1984年（昭和59年）12月14日、はスリーマイル島原子力発電所事故を考慮しても安全審査は合理的であるとして控訴棄却判決。原告は上告するも、1992年（平成4年）10月29日に上告棄却。1号機訴訟は原告敗訴が確定した。
最高裁判所は、原子炉等規制法第24条（手続当時）で定められた許可の基準の適合性については「各専門分野の学識経験者等を擁する原子力委員会の科学的、専門技術的知見に基づく意見を尊重して行う内閣総理大臣の合理的な判断にゆだねる」ものであるとし、原告の訴えを「安全審査の合理性に影響を及ぼすものではないとした原審の判断は正当として是認することができ、原判決に所論の違法はない」などとして退けたが、本来は立証責任を原告が負うべきものであるところ、被告である行政庁に対しても判断に不合理な点のないことを相当の根拠や資料に基いて主張・立証するよう求めるなど、国を被告とする原発訴訟において判断の枠組みが示された初めての判例と評価される。

### 2号機訴訟
1号機訴訟の一審が棄却された直後の1978年6月9日には、住民33人（のち提訴取り下げや死亡で21人になった）が2号機増設許可取り消しを提訴（2号機訴訟）。訴えは1号機訴訟とほぼ同じだが、航空機墜落の危険性や、1996年（平成8年）に伊方原発沖の活断層（中央構造線断層帯）が最大マグニチュード7.6の地震を起こす可能性があると判明したが、この活断層に対する国の事前の安全審査が不十分、といった新しい争点が加わった
2000年（平成12年）12月15日、松山地方裁判所は住民の請求を棄却する判決を言い渡した。豊永多門裁判長は判決理由で、原告側が「国の見落とし」を指摘していた活断層の評価について「結果的に誤りであった」と、同様の訴訟では初めて国の安全審査の問題点に言及する一方で、設置許可に違法性はなく、航空機直撃の可能性も否定した。住民は控訴せず、一審判決が確定した。

### 関係者
（原告）
- 藤田一良（弁護団長）
- 森滝市郎（支援者）
- 藤本陽一（早稲田大学）

（被告側証人）
- 三島良績
- 大崎順彦
- 村主進（日本原子力研究所）
- 内田秀雄（東京大学）
- 佐藤一男（日本原子力研究所）

## 2011年からの訴訟

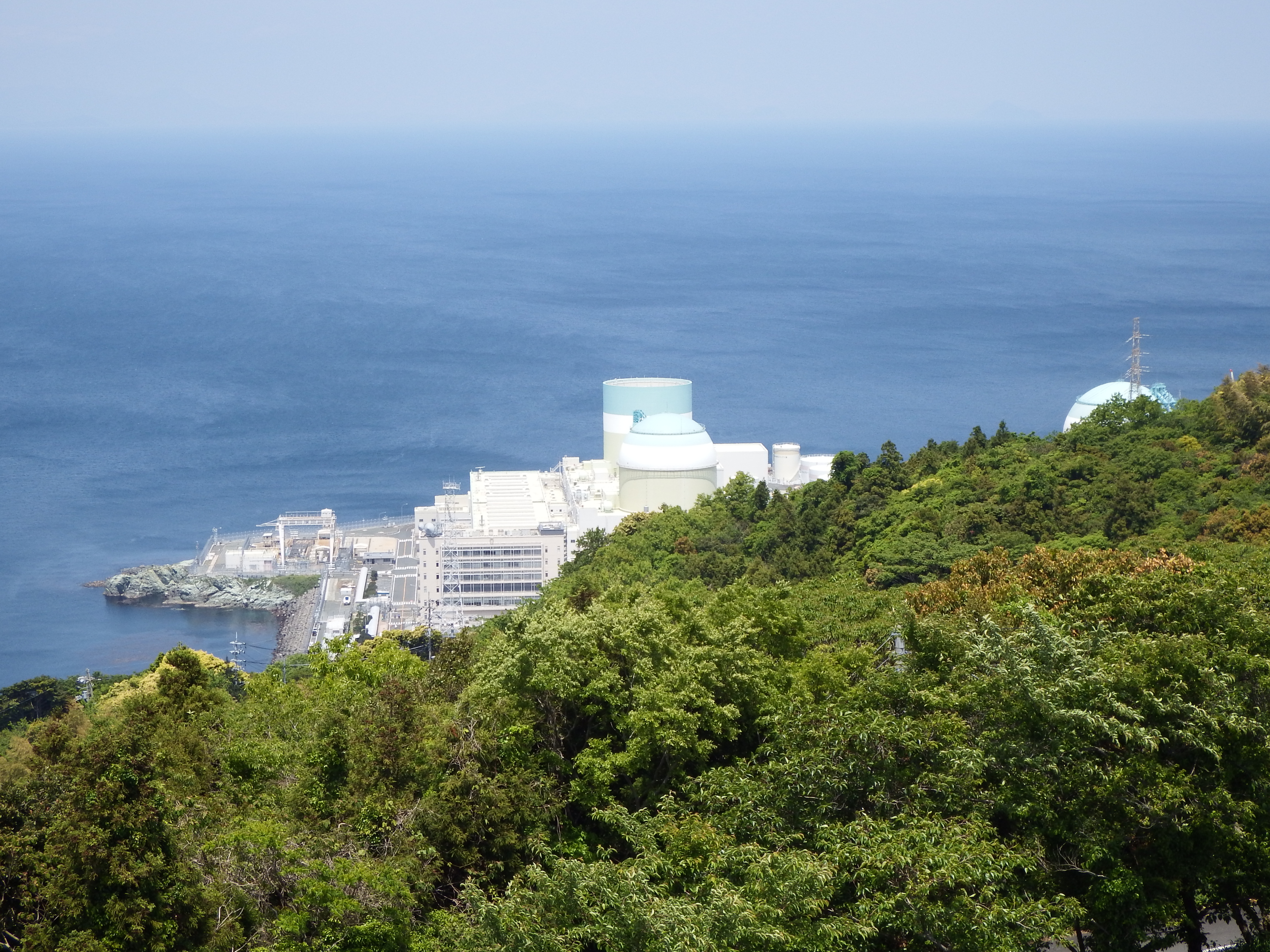
伊方町、道の駅伊方きらら館の屋上から見える伊方原発

### 松山地裁・高松高裁
2011年（平成23年）12月8日、伊方原子力発電所1-3号機の運転差し止めを求める新たな訴訟が、松山地方裁判所にて起こされた。「伊方原発をとめる会」などを中心に、300人が提訴し、2012年（平成24年）3月には322人が2次提訴を行った。2012年5月の第1回口頭弁論で原告側は、2011年3月の東京電力福島第一原子力発電所事故のような大地震に起因する事故が伊方原発でも起きうると主張した。
その後、2013年（平成25年）8月には、22都道府県の380人が3次提訴を、2014年（平成26年）6月には23都道府県の336人が4次提訴を行った。原告は合計1338人となり、四国内の全市町村から原告が出ており、広島県からは四国各県以外では最多の126人が原告となった。3次訴訟の原告には、早坂暁（作家）、片山恭一（作家）、宇都宮健児（弁護士）といった四国出身の著名人も含まれている。2021年1月現在係争中である。
2017年7月、愛媛県の住民による仮処分申し立ての即時抗告審で、松山地裁は申し立てを退け、運転を認め、2018年11月、高松高裁で、運転を認めた。

### 広島地裁・高裁
2016年（平成28年）3月11日、新たに広島地方裁判所にて伊方原発1-3号機の運転差し止めを求める訴訟が起こされた。原告は、広島県・長崎県の被爆者18人や、福島県から広島県に避難している人など9都府県の67人で、そのうち3人は、再稼働の手続きが進められている3号機の再稼働差し止めの仮処分申請も申し立てた。原告側は、南海トラフ巨大地震の発生により伊方原発に万一の事態が起きた際、瀬戸内海や広島市でも放射性物質による被曝のおそれがあると訴えている。四国電力は法務部の人員を増強、他の原発訴訟を担当した弁護士と契約した。
2017年3月30日、広島地裁は広島県の住民らが運転差し止めを求めた仮処分の申し立てを退けた。同年12月13日に広島高裁は、「阿蘇カルデラで大規模噴火が起きた際に火砕流が到達する可能性が小さいとは言えず、立地には適さない」として仮処分決定で運転差し止めを命令。2018年9月25日、異議審決定で同高裁は「自然災害の危険をどの程度まで容認するかという社会通念を基準に判断せざるを得ない」と前仮処分決定が社会通念から逸脱していることを指摘し、一転して運転を認めた。広島高裁の決定を受け、2018年10月に約1年ぶりに再稼働した。

### 大分地裁
2018年9月、大分地裁は、大分県の住民らによる運転差し止めの仮処分申請を退け、運転を認めた。

### 山口地裁
2019年3月15日、山口地裁岩国支部は、山口県の住民が求めた伊方原発3号機の運転差し止めの仮処分申請を退け、運転を認めた。

## 影響・評価
最高裁の判例は全般的に原子力発電所に対する許可を「行政裁量の分野」とするものであり、日本の原子力発電所に対するいわゆる「安全神話」との関連を指摘する声もある。